# Willard Boyle
Pour les articles homonymes, voir Boyle.
Willard Sterling Boyle, né le 19 août 1924 à Amherst (Nouvelle-Écosse), au Canada et mort le 7 mai 2011 à Wallace (Nouvelle-Écosse), est un physicien canadien. Il est colauréat avec George E. Smith du prix Nobel de physique de 2009 « pour l'invention d'un circuit semiconducteur à imagerie, le capteur CCD ».

## Biographie
Pendant la Seconde Guerre mondiale, il a servi en tant que pilote d'avions dans la marine de l'armée canadienne, mais n'a pas participé aux combats. En 1947, il obtient un baccalauréat en sciences, suivi d'une maîtrise en sciences en 1948 et d'un doctorat en 1950, tous les trois à l'Université McGill à Montréal.
Par la suite, il travaille un an dans un laboratoire canadien spécialisé en radiations, suivi de deux ans d'enseignement au Collège militaire royal du Canada. En 1953, il joint le Bell Labs. Avec Don Nelson, il invente en 1962 le premier laser à rubis à émission continue. Il est le premier à obtenir un brevet dans le domaine des lasers à semi-conducteur à injection.
Toujours en 1962, il est nommé directeur d'une chaire chargée d'aider le programme Apollo. À ce poste, il s'occupe surtout de trouver les meilleurs sites pour l'atterrissage des sondes. De retour aux Bell Labs en 1964, il travaille au développement des circuits intégrés.

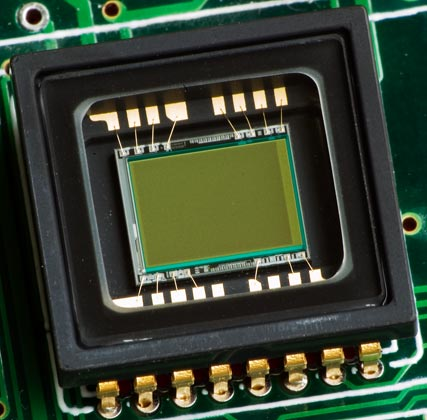
Un capteur CCD.

En 1969, Boyle et George E. Smith inventent le CCD. Cette invention leur vaudra quatre honneurs : le Stuart Ballantine Medal du Franklin Institute en 1973, le Morris Liebmann Award du IEEE en 1974, le prix Charles Stark Draper en 2006 et le prix Nobel de physique en 2009 (prix partagé avec Charles Kao),.
Il est nommé directeur exécutif de la recherche au Bell Labs en 1975, dont il prend sa retraite en 1979. Il s'établit alors en Nouvelle-Écosse et sert sur différents conseils de recherche scientifique de cette province.
Il meurt le 7 mai 2011 à 86 ans.